# شو، جامبیل
شو (به قزاقی: Шу، شۋ) یک زیستگاه انسانی در قزاقستان است که در استان جامبیل واقع شده‌است.

## خصوصیات
شو ۳۵٬۰۰۰ نفر جمعیت دارد.